# Lenford Harvey
Lenford Steve Harvey (fallecido el 30 de noviembre de 2005 en Kingston) fue un trabajador social jamaiquino que se dedicó al apoyo de los enfermos de sida y a la aceptación de la homosexualidad. Coordinaba el proyecto AIDS Support for Life en Jamaica. Fue asesinado la víspera del Día mundial de la lucha contra el SIDA.

## Activismo
Steve Harvey comenzó su compromiso con la organización Jamaican AIDS Support for Life en 1997. En 2005 fue nombrado coordinador de LACCASO (Latin America and Caribbean Council of AIDS Service Organizations) para Jamaica.

## Asesinato
La noche del 30 de noviembre de 2005, aproximadamente a la una de la mañana, la vivienda de Harvey, en la que vivían varias personas, fue asaltada. Los ladrones preguntaron si era verdad que eran homosexuales. Los dos compañeros de vivienda lo negaron, pero Harvey lo admitió. Fue obligado a llevar los objetos de valor al coche de los ladrones. Se lo llevaron con ellos y apareció dos horas después asesinado de un tiro.
La causa del asesinato fue la homofobia. La homosexualidad no es reconocida por la sociedad jamaicana y es considerada un delito. La homosexualidad entre hombres puede ser castigada con hasta diez años de prisión. Entre otros, las Naciones Unidas y el sindicato canadiense Canadian Labour Congress demandaron una aclaración del asesinato. En abril de 2006 fueron detenidas cuatro personas y acusadas del asesinato.